# جامعة القرم الطبية الحكومية باسم س. ا. هيورهيفسكي
جامعة القرم الطبية الحكومية باسم س. ا. هيورهفسكي (بالأوكرانية: Кримський державний медичний університет ім. С. І. Георгієвського) هي جامعة طبية حكومية رسمية تقع في شبه جزيرة القرم المتنازع عليها بين أوكرانيا و‌روسيا. كانت تتبع وزارة الصحة الأوكرانية سابقاً (حتى بداية عام 2014) وبعد احتلال القرم من قِبَل القوات المسلحة الروسية ضُمت الجامعة إلى ما يسمى بجامعة القرم الفيدرالية التي انشأتها السلطات الروسية (تتبع وزارة التعليم العالي والعلوم الروسية) تحت مسمى الأكاديمية الطبية باسم س. ا. هيورهيفسكي.
تشهد المنطقة منذ أوائل 2014 أزمة سياسية بعدما قامت القوات المسلحة الروسية ببسط سيطرتها على شبه الجزيرة، وأجرت استفتاء من بعده ضمت شبه الجزيرة إلى قوام روسيا الاتحادية والذي اعتبرته أوكرانيا ومعها المجتمع الدولي احتلال وتعدي على سيادة أوكرانيا ووحدة أراضيها.

## تاريخ الجامعة
تأسست الجامعة عام 1931 وكانت تتكون آنذاك من كلية الطب الوقائي، وفي عام 1936 تخرج أول فوج (97) طالب. في عام 1938 تم افتتاح كلية طب الأطفال.

### الطلبة الأجانب
استُقبِل أول الطلبة الأجانب عام 1961 وكان عددهم 6 طلاب من اليونان. في عام 1962 استقبلت الجامعة 22 طالب من اليمن والعراق والسودان. اعتباراً من عام 1967 بدأت الجامعة بتخريج أفواج الطلبة الأجانب بشكل دوري كل عام وحتى عام 1991 عندما سقط الاتحاد السوفيتي تم تأسيس كلية الطب الدولية والتي أصبحت مسؤولة عن تدريس الطلبة الأجانب على أساس عقود مدفوعة الأجر (كانت الدراسة في زمن الاتحاد السوفيتي مجانية)، وفي عام 1999 استُحدِث نظام الدراسة باللغة الإنجليزية وكانت الجامعة الأولى في أوكرانيا التي بدأت التدريس باللغة الإنجليزية، الأمر الذي جذب الطلبة الأجانب على مدى سنوات طويلة حتى عام 2014 عندما فقدت الجامعة اعترافها الدولي نتيجة وقوعها على أرض مُحتلة من قِبَل روسيا.

## الكليات
تتكون الجامعة من 6 كليات:
1. الكلية الطبية الأولى
2. الكلية الطبية الثانية
3. كلية طب الاسنان
4. الكلية الطبية الدولية
5. كلية الصيدلة
6. كلية تأهيل الكوادر الطبية والمؤهلات العليا والتعليم المهني الإضافي

## أعلام تخرجوا من الجامعة
- غافرييل إليزاروف طبيب عظام مشهور على مستوى العالم باختراعه جهاز إليزاروف الذي يُستخدم في عمليات إطالة العظام وعلاج الكسور.

## الاعتراف الدولي بالجامعة
كانت الجامعة تتمتع بشهرة كبيرة بين الطلبة الأجانب الراغبين بدراسة الطب باللغة الإنجليزية وباعتراف أغلب دول العالم، لكن هذا الوضع تغير كثيراً في عام 2014 بعد الضم الروسي حيث قامت سفارات الدول في كييف بإخطار رعاياها بضرورة الانتقال إلى جامعات أوكرانية تقع على الأراضي الأوكرانية التابعة للسلطات الأوكرانية لتفادي المشاكل في المستقبل التي قد تحدث عند محاولة معادلة الشهادة (هذا الأمر ينطبق على جميع مؤسسات التعليم في القرم) ونتيجة لذلك خسرت الجامعة أعداد كبيرة من الطلبة ولم تعد تستقبل طلاب كما في السابق.

### رد فعل الحكومة الأوكرانية
قامت السلطات الأوكرانية بنقل جزء من الكادر التدريسي والطلبة من القرم المحتل إلى مدينة أوديسا وهناك تم دمج جامعة القرم الطبية مع جامعة أوديسا الطبية، أما ما يسمى بالأكاديمية الطبية الواقعة في القرم والتابعة للسلطات الروسية فغير معترف بها من قبل أوكرانيا وأغلب دول العالم.

### مؤسسات عالمية ألغت الاعتراف بالجامعة
- بناءاً على موقع المجلس الطبي البريطاني فإن خريجي الجامعة الذين التحقوا بالدراسة بعد الأول من مارس 2014 لا يمكنهم اجتياز امتحان المعادلة البريطاني (PLAB).[5]
- لا يستطيع خريجي الجامعة حملة شهادات روسية اجتياز امتحان الترخيص الطبي الأمريكي (USMLE).

## روابط خارجية
- موقع الجامعة الإلكتروني الروسي نسخة محفوظة 20 يونيو 2016 على موقع واي باك مشين.
- موقع الجامعة الإلكتروني الأوكراني نسخة محفوظة 30 يناير 2009 على موقع واي باك مشين.
- موقع المجلس الطبي البريطاني